# Rhyacopsyche turrialbae
Rhyacopsyche turrialbae is een schietmot uit de familie Hydroptilidae. De soort komt voor in het Neotropisch gebied.